# Gergei Albert

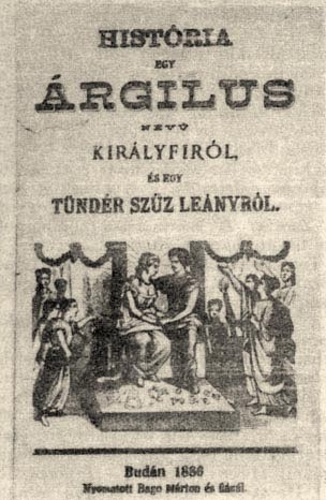
Az 1886-os kiadás

Gergei Albert vagy Gyergyai Albert (16. század) magyar költő.
Életéről és munkáiról nem maradtak feljegyzések, még neve is bizonytalan.

## Műve
Egyetlen töredékesen fennmaradt széphistóriája a História egy Árgirus nevű királyfiról és egy tündér szűzleányról egy könyvborítóból került elő. Ma a Magyar Nemzeti Múzeum őrzi. Verses szerelmi történet. A humanista költészet és a szóbeli énekhagyomány népi irányának egyik legszebb ötvözete.
Az Árgirus széphistória a XVI. században született, összetett történelmi, kulturális közegben.
Az Árgirus témája a tündérmesék közé tartozik. A tündérmese középkorban népszerű műfaj, a reneszánszban már ritkaságnak számít. (A tündér szó eredeti jelentése inkább negatív, állandóan változót, tünékenyt jelent.)
A műre hatást gyakorolt az olasz humanista és reneszánsz költészet, az egyetemes és magyar népmesekincs, valamint a török-magyar együttélés.
A szerzőség kapcsán lásd Kokas Károly–Szijj Ferenc: Megjegyzések Tóth István Árgirus-cikkéhez (Az Árgirus-széphistória szerzőjéről).
- História ama' szép ifjú Árgirusról Ákléton királynak kissebbik fijáról, és amaz igen szép Tűndér Ilonáról, az ő el-választott kedves mátkájáról

## A mű cselekménye

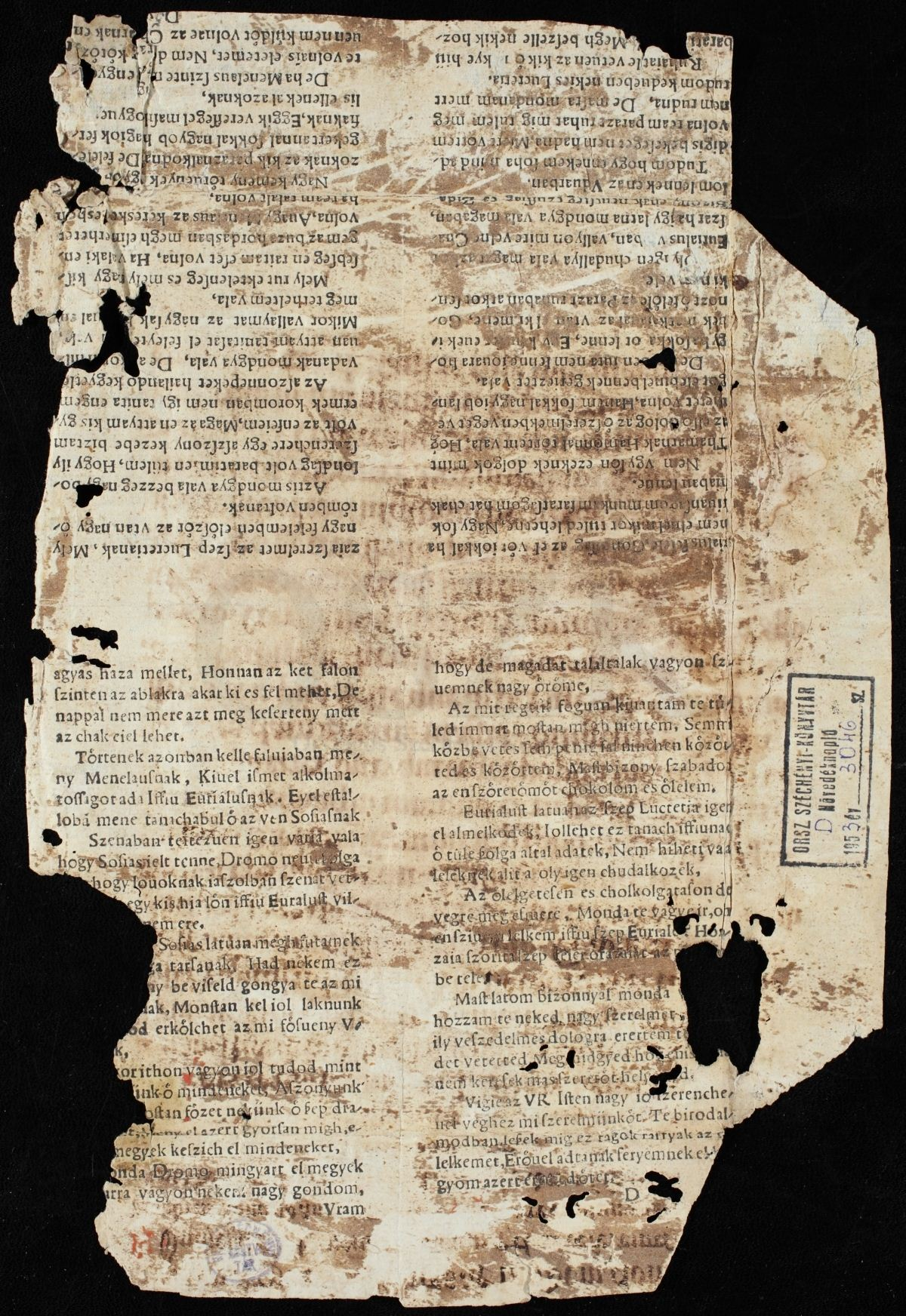
A széphistória első közlése

Kezdő sorok: „Az tündérországról bőséggel olvastam / Olasz krónikákból kit megfordítottam, / És az olvasóknak mulatságul adtam, / Magyar versek szerént énekbe foglaltam.
Lészen most beszédem ifjú Árgirusról, / Acleton királynak kisebbik fiáról, / Ő szeretőjéről, tündér szűz leányról, / Fáradsága után ő vígasságáról.
Bizonnyal országát én meg nem mondhatom / Acleton királynak hol légyen, nem tudom, / Az tündérországban volt kővára, tudom, / Mint az krónikából értem és olvasom.
Ékes tartománnyal az király bír vala,…”
Acleton királynak és Medéna asszonynak három fia van. Egy kővárban élnek, melyet csodálatos, kőfallal kerített kert vesz körül. Egyszer egy ismeretlen eredetű fa nő a kertbe. Ezüstvirága háromszor nyílik egy napon, éjszaka megtermi aranyalmáját, de reggelre soha sincs a fán semmi. A király meg akarja tudni a fa eredetét, és szerezni akar a gyümölcséből. Őröket állít a kertbe, de éjszaka szél susogása hallatszik, és mindenki elalszik tőle. Ekkor a király magához hívatja a jós Philarenust, aki három nap gondolkodási idő után válaszol. Azt jövendöli, hogy a fa bút és bujdosást jelent az egyik királyfinak. Acleton sorba elküldi fiait őrködni, de először a legidősebb, majd a középső is elalszik, így nem sikerül megtudni, hogy ki lopja az almát. A király dühében lefejezteti a jóst. Árgirus, a legkisebb fiú apja akarata ellenére elmegy a fához. Éjszaka hét fehér hattyú száll le, egyik közülük Árgirus nyoszolyájára. Árgirus rabul ejti, mire a hattyú csodaszép leánnyá változik. A királyfi azonnal beleszeret, sőt a szerelmi éjszaka is bekövetkezik. A király reggel jutalmat ígérve elküld egy vénasszonyt a kertbe. Miközben a szerelmesek alszanak, levág egy tincset az aranyszálú hajból. A királylánynak távoznia kell. Egyetlen támpontot hagy a kétségbeesett királyfinak: „Fekete várost tudakozd északra” A királyfi bosszút áll a vénasszonyon, majd bujdosni indul egy inasával. Eljut Tündérországba, ahol találkozik egy egyszemű óriással (nagy ember). Az óriás jól tartja őket, segítségével vezetőt is kapnak a fekete városhoz. A városban egy özvegyasszonynál szállnak meg, aki elárulja, hogy a város mellett van egy titokzatos kert. „Csak egyszer napjában az leány béméne, / Hat szép szolgálólány mégyen bé ővéle”. Az asszony álnokságot eszel ki, hogy saját lányának megszerezze a királyfit. Nagy jutalmat ígér az inasnak, aki ezért a kertben várakozó királyfit elaltaja. Árgirus háromszor szalasztja el a lehetőséget, hogy találkozzon szerelmével.
A tündérlány üzenetet küld az inas által, melyből Árgirus rájön az inas bűnére. Bosszút állva elhagyja a várost. Vándorlásba kezd, halálát keresi, kardjába akar dőlni. Egy barlangban három ördögfival találkozik, akik az örökségükért harcolnak. Csellel megszerzi tőlük az ostort, a palástot és a bocskort, és hipp hopp szeretőmnél legyek felkiáltással útnak indul.
A középső ördögfi hatalmánál fogva leszállítja a királyfit, aki tovább folytatja vándorlását. Három nap után egy hegy tetején csodaszép várat pillant meg. Találkozik három szolgálólánnyal, akik hírül viszik úrnőjüknek az érkezését. A tündérlány mind a háromszor hitetlen, és pofon üti a hírvivőket. Végül mégis kiszalad és szembetalálkozik szerelmével. Csodaszép lakodalmat ülnek rengeteg vendéggel. Árgirus a lakodalmon móresre tanítja kedvesét, amiért az nem hitt neki, és háromszor arcul csapja. Ez sem vet árnyékot a boldogságra, és a szerelmesek boldogan élnek, „szép nyugodalommal”.

### Későbbi feldolgozásai
Az Árgirus história egyik leggazdagabb utóéletű históriánk, mégis alig tudunk róla bizonyosat. Hatása már Balassi költészetében kimutatható. 1749 és 1849 között csaknem száz kiadása jelent meg. Szövegét többször átdolgozták, 22 szövegváltozata ismeretes. A népi tudatban folyamatosan benne élt, a XVIII. századtól kezdve legnépszerűbb és legismertebb olvasmány. A széphistória a XVII-XVIII. században a rabénekek, kurucnóták, szerelmi énekek egész sorát ihlette meg, melyekbe a nép beleszőtte Árgirus nevét. Ilyen volt például az ismert népdal is: ”Az árgyélus kismadár nem száll minden ágra / én sem fekszem mindenkor zöld paplanos ágyba…”
Ponyvakiadások révén vásári áruként terjedt, keveredett a magyar népmesekinccsel, énekelték, megfestették. Számos költőnket és írónkat megihlette.
A XVIII. században tovább emelkedik az Árgirus népszerűsége. Számos kiadás ismert Budáról, Debrecenből, Pápáról, Győrből, Vácról, Komáromból stb. A szövegnek eközben számos változata születik. A legnagyobb átírást a debreceni Piskolti István hajtotta végre 1781-ben. Címe: Árgirus és Tündér Ilona. Gyönyörű tündéres történet újonnan megjobbítva. Saját korának hangnemében szólalt meg, az antik utalások pedig teljesen eltűntek.
1794-ben megjelent egy kiadás, melynek címe: História ama szép ifjú Árgirusról, Akleton királynak kisebbik fijáról és amaz igen szép Tündér Ilonáról, az ő elválasztott kedves mátkájáról. Őszi vetés után sokaknak kedvek töltéséért. Egy másik kiadás címe így hangzott: Árgirus és Tündér Ilona históriája. Régi versekből újonnan összeszedetett a köznép mulattatására (Pápa, 1853k.). A mű hatalmas példányszámokban került ponyvára.
A történet népszerűségét bizonyítja egy vásári festmény is, mely Árgirus királyfit és Tündér Ilonát ábrázolja egy dús lombú fa alatt. A 25x30 cm nagyságú vízfestmény a debreceni Déri Múzeumban került elő. Árgirus egy korabeli nemes ifjú öltözetében áll, Tündér Ilona pedig a korabeli előkelő hölgyek viseletében. A kor szokását tekintve valószínűleg egy paraszti szoba falát díszítette Petőfi Sándor, Kossuth Lajos, Ferenc József arcképe, vagy egy csatajelenet között.
Than Mórt is megihlette a téma. Az 1860-as évekből fennmaradt ceruzarajzának címe: Tündér Ilona találkozása szerelmesével.
A tündérmese tündérjáték formában is terjedt. (Népszerű színpadi műfaj.) 1815-ben Miskolcon a Pesti Magyar Theatrumi Társaság előadást tartott Tündérkastély Magyarországon címmel. Innentől kezdve egyre népszerűbb műfaj lesz Magyarországon a tündérjáték. 1819-ben ötfelvonásos vígjáték születik Tündér Ilona címen. (Későbbik: 1827- Az aranyhajú Tündér Ilona, 1838- Munkácsi János: Tündér Ilona, 1840- Nagy Ignác: Árgirus királyfi, stb.)
Számos írónkat és költőnket megihlette a mű.
Vörösmarty Mihály egész költői világa összeforrt az Árgirussal. Egyéni sorsának szomorú alakulása, reménytelen szerelme, ifjúkori válsága és töprengései elvezették őt Tündérország romantikájához. Vörösmarty volt az, aki magyarra fordította Az Ezeregyéjszaka meséit.
Már 1829-ben felfedezhetők költészetében az Árgirus nyomai. Legnagyobb műve a Csongor és Tünde, de a Hűség diadala, Ossziáni ének, Zalán futása, Tündérvölgy, Délsziget számos motívumában is fölfedezhető a história hatása. Vörösmartynál a mitológia szerepét átvette a filozófia, a szimbólum. Csongor egy jóra és szépre vágyó ember képe, aki az egész emberi nem boldogságáért küzd. A Tünde név a költő saját találmánya, melyet a tündér szóból képzett.
Petőfi Sándor a János vitéz megírásakor szintén az Árgirus meséből merített. Csongor úrfi tündéries alakja után Petőfi visszatér a népi Árgirus földi alakjához. Felhasználta a gazdag népmesevilágot és a ponyvakiadásokat. Árgirusból Kukorica Jancsi majd János vitéz lett, Tündérország királya. Tündér Ilonából Iluska lesz a történetben. A vénasszony és a kofa itt a gonosz mostoha képében tér vissza, a nagy emberből Óriásország királya lesz. Új motívumok is megjelennek, ilyen a griffmadár és a rabló. Ezek hasonló mesékből származnak.
Kardos Tibor szavait idézve: „Az Árgirus Petőfi után is tovább élt, a népies irány folytatódott az újabb feldolgozásokban. Átdolgozta előbb Tatár Péter, zenés színművet formált belőle Szigligeti Ede. Vörösmartyt idézte Madách Imre a Tündérálomban, Arany János módjára próbálta újrakölteni Jakab Ödön… Gárdonyi Géza is próbálkozott vele, és egy pályázatra operaszöveget írt Árgyélus címen.”

## Fontosabb újabbkori kiadásai
- Árgirus históriája; tan. Nagy Péter, szöveggond., jegyz. Stoll Béla; Szépirodalmi, Bp., 1986
- Valkai András, Görcsöni Ambrus, Majssai Benedek, Gergei Albert, Huszti Péter énekei, Eurialus és Lucretia históriája, Telamon históriája, Bogáti Fazakas Miklós folytatása Görcsöni Ambrus históriájához. 1567–1577; szerk. Varjas Béla, sajtó alá rend. Horváth Iván et al., Akadémiai, Bp., 1990 (Régi magyar költők tára)

## Kapcsolódó lapok
- Az árgyélus kismadár